# Invasion nord-vietnamienne du Laos
 (février 2022).
Batailles
Le Nord-Vietnam a soutenu le Pathet Lao pour lutter contre le Royaume du Laos entre 1958 et 1959. Le contrôle du Laos a permis la construction éventuelle du sentier Ho Chi Minh qui servirait de principale voie d'approvisionnement pour les activités renforcées du NLF (le Front de libération nationale, le Vietcong) et de l'ANV (armée nord-vietnamienne) en République du Vietnam. En tant que tel, le soutien au Pathet Lao pour lutter contre le Royaume du Laos par le Nord-Vietnam s'avérerait décisif dans l'éventuelle victoire communiste sur le Sud-Vietnam en 1975, car les forces sud-vietnamiennes et américaines auraient pu empêcher tout déploiement et réapprovisionnement de la NVA et de la NLF si ces seuls s'est produit au-dessus du 17e parallèle, également connu sous le nom de zone démilitarisée (DMZ), une étroite bande de terre entre le nord et le sud du Vietnam qui était étroitement gardée par les deux parties. Cela a également aidé le Pathet Lao à gagner contre le Royaume du Laos, même si le Royaume du Laos avait le soutien américain.

## Prélude au conflit
Souvanna Phouma a annoncé qu'avec la tenue d'élections, le gouvernement royal du Laos avait rempli les obligations politiques qu'il avait assumées à Genève, et la Commission internationale de contrôle (CPI) a été ajournée sine die. Phoui, moins scrupuleux sur la préservation de la neutralité du Laos que son prédécesseur, a provoqué la colère de Moscou et de Hanoï en admettant des diplomates de Taipei et de Saigon.
L'Union soviétique et le Nord-Vietnam, déjà bouleversés par le départ du CCI, qu'ils avaient perçu comme une influence modératrice, ont protesté. Les États-Unis élaborent un accord avec la France qui réduit le rôle de la mission militaire française et élargit celui du Bureau d'évaluation des programmes, qui entreprend un important renforcement de ses effectifs et de ses fonctions.

## Occupation des villages laotiens par le Nord-Vietnam et le Pathet Lao (décembre 1958)
L'occupation en décembre 1958 par les forces de sécurité nord-vietnamiennes et pathet lao de plusieurs villages du district de Tchepone près de la zone démilitarisée (DMZ) entre le nord-vietnam et le sud-vietnam était un développement inquiétant. Le gouvernement du Laos a immédiatement protesté contre le flottement du drapeau nord-vietnamien sur le territoire laotien. Hanoi a affirmé que les villages faisaient historiquement partie du Vietnam.
En ce qui concerne le précédent, il s'agissait d'une revendication résolument modeste - néanmoins, elle représentait une réinterprétation unilatérale de la carte française utilisée par la Commission d'armistice de Truong Gia à l'été 1954 pour dessiner la DMZ, et, soutenue par la force des armes, ne constituait rien moins que l'agression. Phoui a reçu des pouvoirs extraordinaires de l'Assemblée nationale pour faire face à la crise. Mais l'échec à regagner leur territoire perdu irritait les nationalistes laotiens, qui espéraient une plus grande aide des États-Unis.
L'une des principales préoccupations de Washington était le danger que l'armée royale lao intègre les troupes du Pathet Lao sans la garantie de les "filter et réendoctriner". L'ambassade a été chargée de dire au gouvernement qu'il serait difficile d'obtenir l'approbation du Congrès de l'aide au Laos avec les communistes de l'armée royale du Laos. Avant que l'intégration finale de 1 500 soldats du Pathet Lao (deux bataillons) dans l'armée royale lao ne puisse avoir lieu comme prévu en mai 1959, le Pathet Lao a utilisé une chicane sur les grades d'officier pour retarder la cérémonie finale.
Alors que les pluies de mousson balayaient la plaine des Jarres une nuit, l'un des deux bataillons s'est échappé, suivi peu après par l'autre, près de Louangphrabang. L'événement a marqué une reprise des hostilités. En juillet, le gouvernement de Phoui, après de longues délibérations ministérielles, a ordonné l'arrestation des députés du LPF à Vientiane - Souphanouvong, Nouhak, Phoumi Vongvichit, Phoun Sipaseut, Sithon Kommadan, Singkapo et d'autres. Tiao Souk Vongsak a échappé à l'arrestation.

## Attaque des Nord-Vietnamiens et du Pathet Lao (1959)
Des combats ont éclaté tout le long de la frontière avec le Nord-Vietnam. Les unités régulières de l'armée nord-vietnamienne ont participé aux attaques du 28 au 31 juillet 1959. Ces opérations ont établi un modèle de forces nord-vietnamiennes menant l'attaque sur un point fort, puis se repliant et laissant le Pathet Lao rester en place une fois la résistance à l'avance brisée. La tactique avait l'avantage de dissimuler la présence nord-vietnamienne à la vue. Les rumeurs de Nord-Vietnamiens dans les environs avaient souvent un effet terrifiant.
Parmi les hommes qui ont entendu de telles rumeurs dans les montagnes de la province de Houaphan cet été-là, il y avait un jeune capitaine de l'armée royale lao nommé Kong Le. Kong Le avait deux compagnies du deuxième bataillon de parachutistes en patrouille presque à la frontière nord-vietnamienne. Lorsqu'ils sont revenus à Xam Nua sans rencontrer l'ennemi, ils ont constaté que la garnison avait décampé, laissant la ville sans défense. 
L'implication directe des Nord-Vietnamiens au Laos a commencé à prendre une autre forme dans laquelle l'agression était difficile à prouver. Deux mois après la Conférence de Genève de 1954 sur l'Indochine, les Nord-Vietnamiens ont établi un petit groupe de soutien connu sous le nom de Groupe 100, à la frontière Thanh Hoa-Houaphan à Ban Namèo. Cette unité a fourni un soutien logistique et autre aux forces du Pathet Lao.
Compte tenu du retour à une stratégie de combat, les parties nord-vietnamienne et laotienne ont décidé de créer une unité améliorée. La nouvelle unité, connue sous le nom de Groupe 959, dont le siège est à Na Kai, juste à l'intérieur de la frontière de Houaphan, a commencé à fonctionner en septembre 1959. Sa création a coïncidé avec un effort majeur pour étendre les forces du Pathet Lao jusqu'alors réduites.
Selon une histoire officielle publiée après la guerre, sa mission était « d'être des spécialistes de la Commission militaire et du Commandement suprême de l'Armée populaire de libération du Laos, d'organiser l'approvisionnement en matériel vietnamien de la révolution laotienne et de commander directement les unités de volontaires vietnamiens opérant à Sam Neua, Xiangkhouang et Vientiane ». Ces actions étaient en violation de l'obligation que le gouvernement de Ho Chi Minh avait assumée en tant que participant à la Conférence de Genève de 1954 de s'abstenir de toute ingérence dans les affaires intérieures du Laos.
La stratégie du parti vietnamien était désormais décidée à l'égard du Sud-Vietnam. Dans le même temps, le parti a défini un rôle pour le LPP qui soutenait le Nord-Vietnam, en plus du rôle du LPP en tant que leader de la révolution au Laos. La stratégie sud de Hanoi a ouvert les premières pistes à travers le terrain extrêmement accidenté du district de Xépôn à la mi-1959 de ce qui allait devenir le sentier Ho Chi Minh.
Phetsarath et Sisavang Vong, vice-roi et roi, sont décédés à deux semaines d'intervalle en octobre 1959.